# Dekanat Dzierżyńsk
Dekanat Dzierżyńsk – jeden z 11 dekanatów katolickich w diecezji kijowsko-żytomierskiej na Ukrainie.

## Parafie
- Berezówka - Parafia św. Józefa
- Bykówka (Биківка) - Parafia Najświętszego Serca Pana Jezusowego
- Ceberka (Цеберка) - Parafia św. Pawła Ap.
- Czerwone Chatki (Червоні Хатки) - Parafia św. Marii Goretti
- Romanów (Dzierżyńsk) - Parafia św. Stanisława B. M.
- Filińce - Parafia Najświętszej Maryi Panny Nieustającej Pomocy
- Karwinówka (Карвинівка) - Parafia św. Stanisława Kostki
- Lubar - Parafia św. Michała Archanioła
- Międzyreczka (Межирічка) - Parafia św. Tomasza Ap.
- Miropol (Миропіль) - Parafia św. Antoniego
- Niwka (Нивна) - Parafia Najświętszej Maryi Panny Wspomożycielki Wiernych
- Sobolówka (Соболівка) - Parafia Świętej Rodziny
- Żółty Bród (Жовтий Брід) - Parafia św. Jadwigi